# Grand Prix d'été de combiné nordique 2018
Navigation
2017 2019
Le Grand Prix d'été de combiné nordique 2018 est la vingt-et-unième édition de la compétition estivale de combiné nordique.
Elle se déroule du 18 août au 23 septembre, en sept épreuves disputées sur quatre sites différents. Pour la première fois, des courses féminines officielles sont organisées.
Chez les femmes, la Russe Stefaniya Nadymova et l'Américaine Tara Geraghty-Moats remportent chacune une course et terminent à égalité au classement général.
Chez les hommes, l'épreuve par équipes à Oberwiesenthal est remportée par l'équipe autrichienne composée de Franz-Josef Rehrl et de Mario Seidl devant deux équipes allemandes. Les épreuves individuelles sont remportées par les Allemands Johannes Rydzek et Vinzenz Geiger, par le Finlandais Ilkka Herola, par le Japonais Akito Watabe et par l'Autrichien Mario Seidl. Ce dernier remporte également le classement général devant Ilkka Herola et son compatriote Martin Fritz.

## Organisation de la compétition

### Programme et sites de compétition
Le calendrier de la saison prévoit sept épreuves sur quatre sites. La compétition débute une nouvelle fois à Oberwiesenthal. Une course a lieu à Villach en Autriche et deux courses à Oberstdorf. Enfin, deux courses sont organisées à Planica, en Slovénie,.
En marge des courses d'Oberstdorf, des courses de juniors garçons et filles sont organisées. Pour la première fois, des courses officielles féminines sont organisées à Oberwiesenthal,.
| Ville          | Tremplin                  | Image                                                                |
| -------------- | ------------------------- | -------------------------------------------------------------------- |
| Oberwiesenthal | Fichtelbergschanzen (de)  | Plusieurs tremplins de saut à ski                                    |
| Villach        | Villacher Alpenarena (en) | Les aires de réceptions de trois tremplins de saut à ski vue de côté |
| Oberstdorf     | Tremplins de Schattenberg | Deux tremplins de saut à ski                                         |
| Planica        | Bloudkova velikanka       | Cinq tremplins de saut à ski                                         |

### Format des épreuves
Le calendrier compte des épreuves individuelles et un sprint par équipes pour les hommes.

#### Individuel
Les athlètes exécutent premièrement un saut sur un tremplin suivi d’une course de rollerski de 10 km. À la suite du saut, des points sont attribués pour la longueur et le style. Le départ de la course de rollerski s'effectue selon la méthode Gundersen (1 point = 4 secondes), le coureur occupant la première place du classement de saut s’élance en premier, et les autres s’élancent ensuite dans l’ordre fixé. Le premier skieur à franchir la ligne d’arrivée remporte l’épreuve.
Les trente premiers athlètes à l'arrivée marquent des points suivant la répartition suivante, :
| Place  | 1er | 2e | 3e | 4e | 5e | 6e | 7e | 8e | 9e | 10e | 11e | 12e | 13e | 14e | 15e | 16e | 17e | 18e | 19e | 20e | 21e | 22e | 23e | 24e | 25e | 26e | 27e | 28e | 29e | 30e |
| ------ | --- | -- | -- | -- | -- | -- | -- | -- | -- | --- | --- | --- | --- | --- | --- | --- | --- | --- | --- | --- | --- | --- | --- | --- | --- | --- | --- | --- | --- | --- |
| Points | 100 | 80 | 60 | 50 | 45 | 40 | 36 | 32 | 29 | 26  | 24  | 22  | 20  | 18  | 16  | 15  | 14  | 13  | 12  | 11  | 10  | 9   | 8   | 7   | 6   | 5   | 4   | 3   | 2   | 1   |

Le meilleur sauteur porte un dossard bleu et le meilleur skieur porte un dossard rouge.

#### Sprint par équipes
Cette épreuve est composée par équipe de deux. Les deux athlètes effectuent un saut chacun et des points sont attribués pour la longueur et le style. Le départ de la course de rollerski s'effectue selon la cotation suivante (1 point = 2 secondes). Un des athlètes occupant la première place du classement de saut s’élance en premier, et les autres s’élancent ensuite dans l’ordre fixé. La course de rollerski de 2 × 7,5 km avec changement d’athlète tous les 1,5 km. Le premier athlète à franchir la ligne d’arrivée remporte l’épreuve.
Les nations ne peuvent engager plus de trois équipes pour cette épreuve. Les huit premières équipes à l'arrivée marquent des points suivant la répartition suivante:
| Place  | 1er | 2e  | 3e  | 4e  | 5e  | 6e | 7e | 8e |
| ------ | --- | --- | --- | --- | --- | -- | -- | -- |
| Points | 200 | 175 | 150 | 125 | 100 | 75 | 50 | 25 |

### Dotation financière

#### Femmes
Pour les femmes, il n'y a pas de dotation pour le classement général et la répartition financière est la suivante pour les courses :
| Place             | 1er | 2e  | 3e  | 4e  | 5e  | 6e |
| ----------------- | --- | --- | --- | --- | --- | -- |
| Montants en euros | 500 | 400 | 300 | 150 | 100 | 50 |

#### Hommes
Les organisateurs de chaque course doivent consacrer 10 000€ aux prix en argent (prize money). La répartition est la suivante : 8 000€ pour le classement de la course (les six premiers de l'individuel et les six premières équipes du Team Sprint). Les 2 000€ restants sont consacrés à la dotation du classement général.

## Compétition féminine

### Avant la compétition
Les fédérations peuvent engager le nombre d'athlètes qu'elle souhaitent. Cependant les compétitrices doivent être nés en 2003 ou avant et avoir participé à la coupe continentale, aux Championnats du monde junior ou à des compétitions dans les jeunes catégories.
Stefaniya Nadymova, vainqueure de trois des quatre courses ainsi que du classement général de la Coupe continentale féminine de combiné nordique 2018, est la favorite des deux courses. L'Américaine Tara Geraghty-Moats, absente lors des manches de coupe continentale, participe à la compétition et est très attendue. Jenny Nowak est incertaine en raison d'une blessure à un genou. L'Autrichienne, Lisa Hirner, 14 ans et vainqueure d'une coupe OPA ainsi que du saut d'essai est attendue. Sont également engagées une seconde autrichienne, la Tchèque Simona Weinlichova, l'Allemande Sophia Maurus ainsi que des athlètes venues de Russie, du Kazakhstan et d'Estonie.

### Déroulement de la compétition

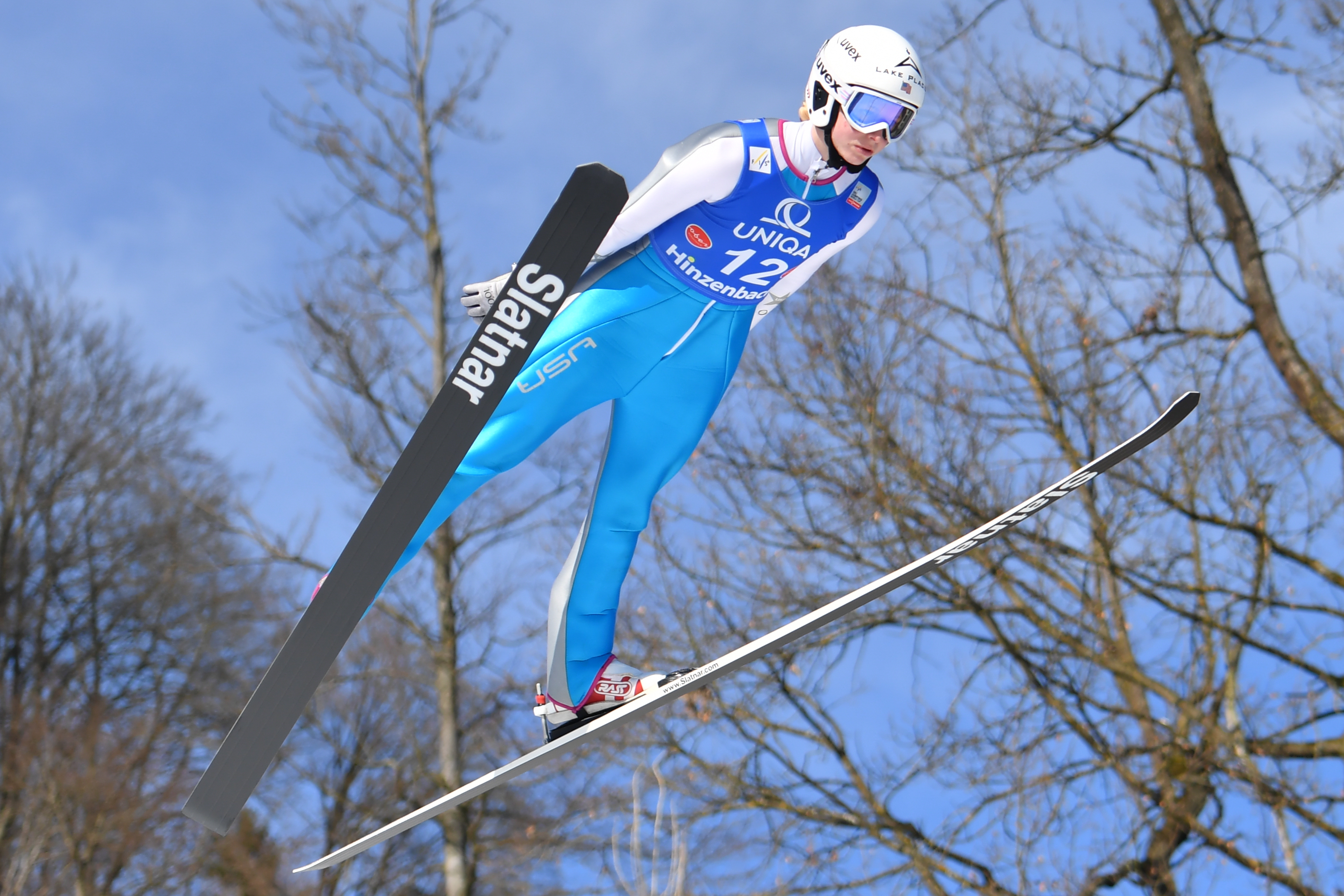
L'Américaine Tara Geraghty-Moats.

Lors de la première course, la Russe Stefaniya Nadymova domine le concours de saut grâce à un saut à 93,5 mètres disputés dans des conditions de vents compliqués. L'Autrichienne, Lisa Hirner, qui a sauté à 97 mètres est deuxième à 8 secondes. L'Allemande, Jenny Nowak, est troisième à 17 secondes. Derrière, l'écart est important avec l'Américaine Tara Geraghty-Moats, quatrième à une minute et 13 secondes. Lors de la course de rollerskis, Stefaniya Nadymova fait la course en tête pendant que les deux poursuivantes Jenny Nowak et Lisa Hirner s'associent pendant la première partie de la course. À la mi-course l'Autrichienne se fait lâcher par l'Allemande. Tara Geraghty-Moats, la plus rapide, rattrape successivement l'Autrichienne puis l'Allemande avant d'échouer à 3 secondes de Stefaniya Nadymova qui l'emporte,.
Le lendemain, Jenny Nowak domine le concours de saut grâce à un saut à 96 mètres. Elle devance de 4 secondes l'Américaine Tara Geraghty-Moats qui a réalisé un meilleur saut que la veille et l'Autrichienne Lisa Hirner. La Russe, Stefaniya Nadymova, est quatrième à 8 secondes. Derrière, l'écart est très important avec les autres concurrentes. Lors de la course de rollerski, Tara Geraghty-Moats lâche les autres concurrentes dès le premier tour de la course et s'impose avec une marge importante. Derrière un duo se forme composé de Stefaniya Nadymova et de Jenny Nowak. Dans le dernier tour, la Russe lâche l'Allemande et termine à la deuxième place. Derrière, Lisa Hirner prend la quatrième place devant Sophia Maurus et les Russes Svetlana Gladikova et Anastasia Goncharova.

### Bilan de la compétition
L'Américaine Tara Geraghty-Moats et la Russe Stefaniya Nadymova termine à égalité au classement général. Jenny Nowak, troisième des deux courses, termine troisième du classement général. La Fédération Internationale de ski considère la compétition comme une réussite malgré le faible nombre de participantes.

## Compétition masculine

### Avant la compétition

#### Athlètes pouvant participer
Les nations qui le souhaitent peuvent engager un nombre limité d'athlètes par compétition :
| Nations                                                                           | Quotas | Motifs |
| --------------------------------------------------------------------------------- | ------ | --- |
| Autriche, Allemagne, Norvège                                                      | 8      | Nations classées aux trois premières places du classement des nations de la Coupe du monde de combiné nordique 2017-2018             |
| France, Japon, Finlande                                                           | 6      | Nations classées entre la quatrième et la sixième place du classement des nations de la Coupe du monde de combiné nordique 2017-2018 |
| Tchéquie, Estonie, Italie, Pologne, Russie, Slovénie, Suisse, États-Unis, Ukraine | 4      | Autres nations classées dans le classement des nations de la Coupe du monde de combiné nordique 2017-2018                            |
| Autres nations                                                                    | 2      | Nations n'ayant marqué aucun point en coupe du monde                                                                                 |

La nation « à domicile » peut engager quatre athlètes supplémentaires.
Sont sélectionnables, les athlètes ayant :
- marqué des points en coupe du monde,
- marqué des points en coupe continentale,
- participé à la coupe du monde, à la coupe continentale ou aux championnats du monde junior.

#### Participants
Les courses d'Oberwiesenthal rassemblent les principaux athlètes de combiné nordique. Les favoris annoncés sont les Allemands Eric Frenzel, Johannes Rydzek et Fabian Riessle ainsi que les Autrichiens Mario Seidl et Bernhard Gruber,. Le vainqueur de l'année passée, l'Estonien Kristjan Ilves ainsi que plusieurs pays tel que l'Italie, le Japon ou encore la Finlande participent à la compétition.
Antoine Gérard manque les premières courses en raison d'une blessure au dos. Eero Hirvonen est quant à lui blessé au genou droit et doit observer plusieurs mois de repos lors de l'été 2018,. Les Norvégiens manquent les premières courses afin de participer à la Toppidrettsveka (no),. Lors des courses de Planica, Antoine Gérard et les Norvégiens sont présents contrairement aux meilleurs athlètes Allemands et Japonais,.

### Déroulement de la compétition

#### Oberwiesenthal

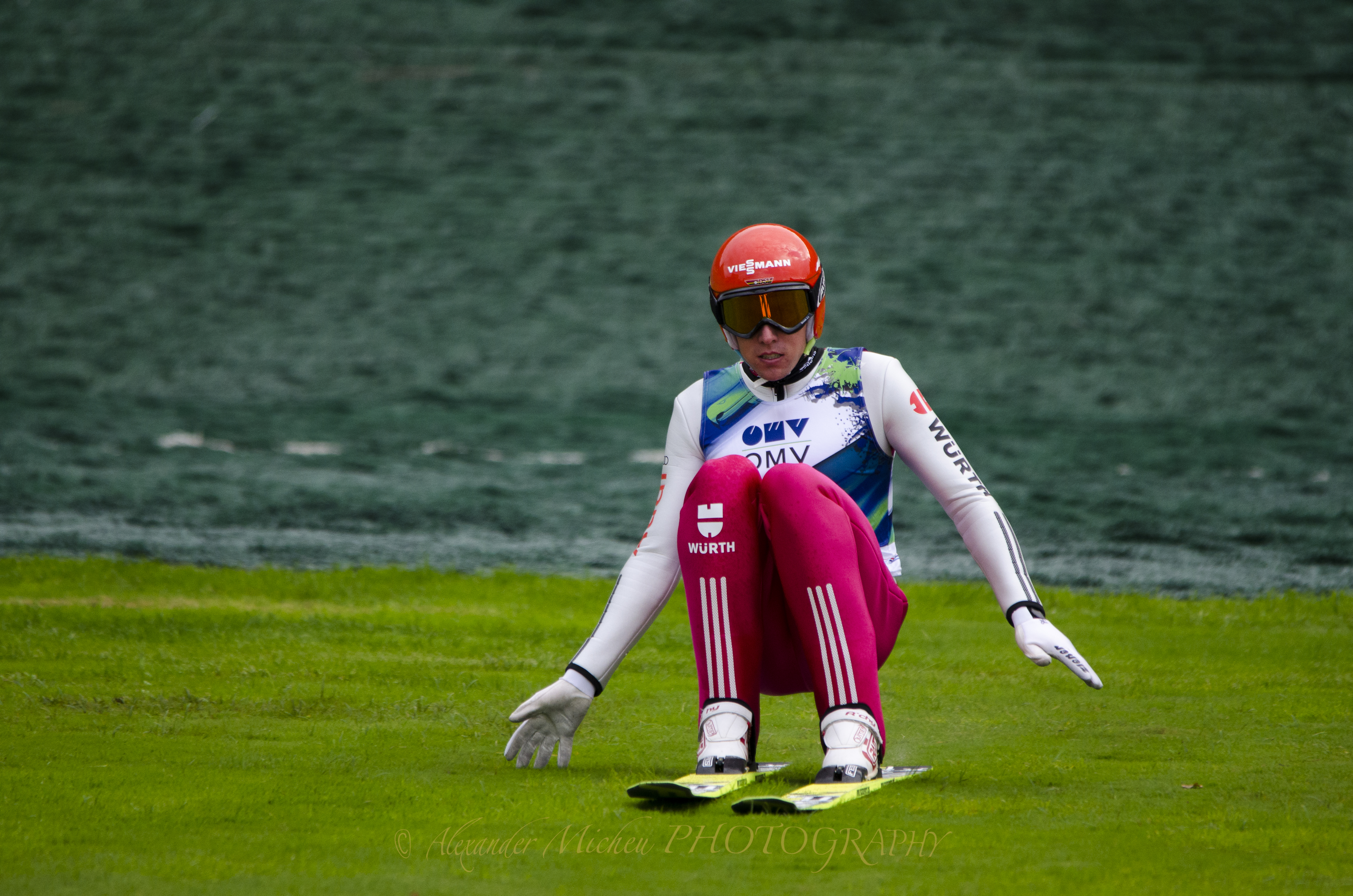
Johannes Rydzek signe un podium par équipe et une victoire individuelle.

La première course est un sprint par équipe de deux. Lors du concours de saut, les frères Watabe dominent le concours avec des sauts à 98 et 99 mètres. Deux équipes suivent à quelques secondes. Il s'agit de la première équipe autrichienne composé de Franz-Josef Rehrl et de Mario Seidl et de la troisième équipe allemande composé de Manuel Faisst et de Terence Weber qui a réalisé le plus long saut du jour à 101 mètres. La première équipe allemande est à 38 secondes soit quelques secondes devant les secondes équipes du Japon et d'Autriche et de l'équipe de France. La seconde équipe d'Allemagne est encore un peu plus loin à 55 secondes de la tête. Lors de la course de rollerski, les trois équipes en tête après le saut se regroupent et derrière un groupe de huit équipes se forment,. Les trois équipes de tête reste ensemble jusqu'au troisième tour où Akito Watabe casse un bâton et se fait lâcher,. Dans le dernier tour, Mario Seidl lâche Terence Weber et il permet à la première paire autrichienne de l'emporter devant la troisième équipe d'Allemagne. Derrière, le groupe de poursuivants rattrapent les Japonais distancés du groupe de tête et finalement c'est Johannes Rydzek qui permet à la deuxième équipe allemande de monter sur le podium.
Le lendemain, une course individuelle est programmée,. À l'issue du concours de saut, les écarts sont faibles. L'Autrichien Franz-Josef Rehrl est en tête grâce à un saut à 99 mètres. Il devance de deux secondes Eric Frenzel et le Russe Ernest Yahin qui a sauté à 103 mètres. Deux des favoris, l'Autrichien Mario Seidl et l'Allemand Johannes Rydzek sont à quelques secondes du leader. Le local Terence Weber est sixième devant les deux frères Watabe. Lors de la course de rollerski, les cinq athlètes de tête se regroupent puis le Russe Ernest Yahin est rapidement lâché. Les quatre athlètes restent ensemble jusqu'au deux tiers de la course où Eric Frenzel et Franz-Josef Rehrl sont lâchés,. Mario Seidl et Johannes Rydzek se jouent la victoire au sprint et c'est l'Allemand qui s'impose pour trois dixièmes de secondes devant l'Autrichien. Derrière Eric Frenzel prend la troisième place devant Franz-Josef Rehrl et Fabian Riessle qui est remonté de la treizième à la cinquième place. 10 000 spectateurs ont assisté aux compétitions.

#### Villach
En Autriche, plusieurs absences sont à noter. Les athlètes Japonais ainsi que les Allemands Eric Frenzel et Vinzenz Geiger sont absents. Franz-Josef Rehrl domine le concours de saut,. Il réalise 98 mètres soit au moins 5 mètres de plus que les autres concurrents et avec moins d'élan. Cela lui octroie un avantage de 51 secondes sur son compatriote Philipp Orter et 58 secondes sur l'Allemand Manuel Faisst. Deux skieurs rapides suivent : le Finlandais Ilkka Herola est quatrième à une minute et 2 secondes et l'Autrichien Mario Seidl est à une minute et 11 secondes,. Dans la course de ski-roues, les poursuivants se regroupent mais l'Autrichien parvient à conserver 50 secondes à la mi-course sur un trio de poursuivants. L'Allemand Manuel Faisst est lâché du groupe de tête et il est rattrapé par deux compatriotes : Johannes Rydzek et Fabian Riessle. La seconde moitié de course est plus difficile pour Franz-Josef Rehrl. Au début du dernier tour, Franz-Josef Rehrl compte toujours près de 30 secondes d'avance sur un duo de poursuivants composé d'Ilkka Herola et de Mario Seidl. Philipp Orter est en effet légèrement distancé par ces deux athlètes. Ilkka Herola attaque dans le dernier tour et parvient à rattraper Franz-Josef Rehrl, il le lâche et il remporte sa première victoire dans cette compétition,. Derrière, trois athlètes Autrichiens terminent deuxième, troisième et quatrième avec dans l'ordre Franz-Josef Rehrl, Mario Seidl et Philipp Orter. Trois allemands, Fabian Riessle, Johannes Rydzek et Manuel Faisst prennent les trois places suivantes.

#### Oberstdorf
Lors de la première course, Akito Watabe domine le concours de saut avec un saut de 137 mètres,. Il devance Mario Seidl qui a sauté plus loin, à 138,5 mètres, mais qui a marqué moins de points en raison d'un vent trop favorable et d'un style moins bon que le Japonais. Il est à 17 secondes du leader. Franz-Josef Rehrl est troisième à 28 secondes. Yoshito Watabe saute à 141,5 mètres mais chute à la réception. Il est quatrième après le saut mais il décide de ne pas prendre le départ. Derrière, Johannes Rydzek, Maxime Laheurte, Vinzenz Geiger et Ilkka Herola sont à environ une minute du leader. Eric Frenzel, Tomas Portyk et Bernhard Gruber sont disqualifiés en raison de combinaisons non conformes,. Lors de la course de rollerski, Akito Watabe et Mario Seidl font la course en tête. A la mi-course, un groupe de quatre poursuivants composé d'Ilkka Herola, de Franz-Josef Rehrl, de Johannes Rydzek et de Vinzenz Geiger, est à 26 secondes du duo de tête. Vinzenz Geiger s'extirpe du groupe de poursuivants et revient seul sur les deux hommes de tête dans l'avant dernier tour. Dans le dernier kilomètre, Vinzenz Geiger attaque et remporte sa première victoire individuelle chez les seniors. Il devance Mario Seidl et Akito Watabe. Ilkka Herola termine 4e devant Johannes Rydzek.
Le lendemain, Akito Watabe domine le concours de saut puis remporte la course,. Lors du saut, le Japonais saute à 131 mètres et il devance Eric Frenzel qui a sauté à 132 mètres mais dans des conditions plus favorables. Le Polonais Szczepan Kupczak et le Japonais Yoshito Watabe suivent à quelques secondes de l'Allemand. Le Finlandais Ilkka Herola est quant à lui à une minute du leader. Les leaders du classement général sont plus loin : Vinzenz Geiger, vainqueur la veille est 7e, Mario Seidl 12e et Johannes Rydzek 20e. Akito Watabe fait la course de rollerski seul en tête et l'emporte avec plus de 20 secondes d'avance. Il s'agit de la première victoire estivale du Japonais depuis cinq ans. Derrière, un quatuor composé d'Ilkka herola, d'Eric Frenzel, de Szczepan Kupczak et de Yoshito Watabe, se forme. L'entente dans ce groupe est bonne notamment afin d'éviter un retour de Vinzenz Geiger. Dans le quatrième tour, Szczepan Kupczak et Yoshito Watabe se font distancés et la seconde place se joue entre Eric Frenzel et Ilkka Herola. Finalement, c'est l'Allemand qui domine le Finlandais en fin de course. Vinzenz Geiger prend la quatrième place devant Yoshito Watabe. Mario Seidl termine 7e. Grâce à sa troisième place, Ilkka Herola revient à 10 points de Mario Seidl au classement général.

#### Planica
À Planica, l'Autrichien Mario Seidl, le leader du classement général, domine le concours de saut de la première course. L'Autrichien saute à 141,5 mètres soit plus de 8 mètres de plus que le second. Cela lui permet d'avoir près d'une minute d'avance sur Espen Bjørnstad et une minute sur le Français Maxime Laheurte. François Braud et David Pommer sont quelques secondes plus loin. Par contre, le second du classement général, le Finlandais Ilkka Herola est treizième à près de deux minutes. Lors de la course de rollerski disputée sous la pluie, Mario Seidl gère son avance et il remporte la course avec plus de 30 secondes d'avance. Derrière, Maxime Laheurte et Espen Bjørnstad débutent la course ensemble. Un groupe de poursuite composé d'Espen Andersen, de Martin Fritz, de David Pommer, de Johannes Lamparter et de Francois Braud est un peu plus loin. Le groupe de poursuite revient sur le duo et Martin Fritz parvient à prendre la deuxième place devant Maxime Laheurte. Espen Andersen est quatrième devant son compatriote Espen Bjørnstad et David Pommer. Ilkka Herola est huitième ce qui permet à Mario Seidl de compter 78 points d'avance au classement général. Il s'agit de la première victoire de Mario Seidl dans cette édition du Grand Prix d'été ainsi que du premier podium individuel de Maxime Laheurte depuis près de douze ans.
Le lendemain, Mario Seidl domine à nouveau le concours de saut à ski,. Il réalise un saut à 141 mètres ce qui lui octroie 20 secondes d'avance sur le Norvégien Espen Bjørnstad qui a sauté à 137 mètres,. Le Japonais Aguri Shimizu est troisième à 30 secondes grâce à un saut à 133,5 mètres. Les favoris pour le podium suivent avec le Français François Braud à la quatrième position à 50 secondes puis Jan Schmid à une minute et 22 secondes et Ilkka Herola à une seconde du Norvégien. Magnus Moan chute à la réception de son saut et il ne participe pas à la course de rollerskis. Dans cette course, Mario Seidl réalise la course en tête et l'emporte à nouveau. Derrière, Espen Bjørnstad et Aguri Shimizu font la course ensemble et le Norvégien domine le Japonais au sprint. Espen Bjørnstad et Aguri Shimizu signent leur premier podium dans la compétition. François Braud échoue quelques secondes derrière le Japonais et termine 4e. Ilkka Herola remporte le sprint d'un groupe de poursuivants et il termine cinquième devant Martin Fritz.

### Bilan de la compétition
La compétition rassemble environ 20 000 spectateurs dont 11 000 à Oberwiesenthal. Avec cinq podiums dont deux victoires en six courses individuelles, l'Autrichien Mario Seidl parvient à remporter le classement général de la compétition masculine avec 456 points. Il s'agit de sa première victoire dans le classement général et il devance le Finlandais Ilkka Herola et l'Autrichien Martin Fritz. Ilkka Herola est très heureux de sa victoire à Villach. Il estime avoir réussi une très bonne préparation estivale avec une progression en saut à ski,. L'Italien, Raffaele Buzzi, domine le classement du meilleur skieur. Il devance Martin Fritz et Johannes Rydzek.
Enfin, les courses dans les catégories de jeunes ont rassemblé 38 filles et 45 garçons représentant 12 nations.

## Classements

### Individuel féminin
| Rang | Nom                    | Points |
| ---- | ---------------------- | ------ |
| 01   | Stefaniya Nadymova     | 180    |
| 01   | Tara Geraghty-Moats    | 180    |
| 03   | Jenny Nowak            | 120    |
| 04   | Lisa Hirner            | 100    |
| 05   | Sophia Maurus (de)     | 81     |
| 06   | Annemarii Bendi        | 77     |
| 07   | Anastasia Goncharova   | 76     |
| 08   | Svetlana Gladikova     | 72     |
| 09   | Triinu Hausenberg (de) | 53     |
| 10   | Dayana Akhmetvaliyeva  | 52     |
| 11   | Eva Hubinger           | 29     |

### Individuel masculin
Contrairement à la coupe du monde, le vainqueur du classement général de la compétition est l'athlète qui marque le plus de points et qui participe à toutes les compétitions.
| Rang | Nom                 | Points |
| ---- | ------------------- | ------ |
| 01.  | Mario Seidl         | 456    |
| 02.  | Ilkka Herola        | 323    |
| 03.  | Martin Fritz        | 256    |
| 04.  | Johannes Rydzek     | 211    |
| 05.  | Akito Watabe        | 184    |
| 06.  | Vinzenz Geiger      | 179    |
| 07.  | Maxime Laheurte     | 169    |
| 08.  | Franz-Josef Rehrl   | 167    |
| 09.  | Fabian Riessle      | 166    |
| 10.  | Eric Frenzel        | 140    |
| 11.  | François Braud      | 128    |
| 12.  | Espen Bjørnstad     | 125    |
| 13.  | Thomas Jöbstl       | 105    |
| 14.  | Aguri Shimizu       | 096    |
| 15.  | Philipp Orter       | 093    |
| 16.  | Espen Andersen      | 086    |
| 17.  | Terence Weber       | 086    |
| 18.  | Laurent Muhlethaler | 078    |
| 19.  | Yoshito Watabe      | 077    |
| 20.  | David Pommer        | 074    |
| 21.  | Lukas Greiderer     | 073    |
| 22.  | Alessandro Pittin   | 065    |

| Rang | Nom                | Points |
| ---- | ------------------ | ------ |
| 23.  | Kristjan Ilves     | 064    |
| 24.  | Manuel Faisst      | 060    |
| 25.  | Johannes Lamparter | 060    |
| 26.  | Bernhard Gruber    | 053    |
| 27.  | Arttu Mäkiaho      | 051    |
| 28.  | Raffaele Buzzi     | 050    |
| 29.  | Tomáš Portyk       | 047    |
| 30.  | Jan Schmid         | 043    |
| 31.  | Vid Vrhovnik       | 042    |
| 32.  | Go Sonehara        | 040    |
| 33.  | Szczepan Kupczak   | 034    |
| 34.  | Paweł Słowiok      | 033    |
| 35.  | Paul Gerstgraser   | 032    |
| 36.  | Tim Hug            | 030    |
| 37.  | Magnus Moan        | 029    |
| 38.  | Julian Schmid      | 024    |
| 39.  | Ben Loomis         | 020    |
| 40.  | Edgar Vallet       | 019    |
| 41.  | Leevi Mutru        | 018    |
| 42.  | Jan Vytrval        | 017    |
| 43.  | Miroslav Dvořák    | 017    |
| 44.  | Taylor Fletcher    | 016    |

| Rang | Nom                    | Points |
| ---- | ---------------------- | ------ |
| 45.  | Aaron Kostner          | 016    |
| 46.  | Antoine Gérard         | 013    |
| 47.  | Christian Deuschl (de) | 013    |
| 48.  | Kodai Kimura           | 013    |
| 49.  | Ernest Yahin           | 013    |
| 50.  | Bernhard Flaschberger  | 012    |
| 51.  | Martin Hahn            | 011    |
| 52.  | Lukas Runggaldier      | 011    |
| 53.  | Simen Kvarstad         | 009    |
| 54.  | Jasper Good            | 009    |
| 55.  | Tom Lubitz             | 008    |
| 56.  | Simen Tiller           | 007    |
| 57.  | Samuel Mraz            | 006    |
| 58.  | Kasper Moen Flatla     | 006    |
| 59.  | Park Je-un             | 005    |
| 60.  | Ryota Yamamoto         | 005    |
| 61.  | Thomas Rettenegger     | 005    |
| 62.  | Rok Jelen              | 004    |
| 63.  | Tim Kopp               | 002    |
| 64.  | Samir Mastiev (no)     | 002    |
| 65.  | David Welde            | 001    |
| 66.  | Hidefumi Denda (de)    | 001    |

### Coupe des Nations masculine
Le classement de la Coupe des nations est établi à partir d'un calcul qui fait la somme de tous les résultats obtenus par les athlètes d'un pays dans les épreuves individuelles ainsi que les deux meilleurs résultats du sprint par équipes. Une équipe du pays en tête de ce classement s'élancera en dernier lors du saut de l'épreuve par équipes.
| Rang | Nom          | Points |
| ---- | ------------ | ------ |
| 01.  | Autriche     | 1 605  |
| 02.  | Allemagne    | 1 063  |
| 03.  | Finlande     | 0542   |
| 04.  | Japon        | 0516   |
| 05.  | France       | 0482   |
| 06.  | Norvège      | 0305   |
| 07.  | Tchéquie     | 0206   |
| 08.  | Italie       | 0167   |
| 09.  | États-Unis   | 0095   |
| 10.  | Pologne      | 0067   |
| 11.  | Estonie      | 0064   |
| 12.  | Slovénie     | 0046   |
| 13.  | Suisse       | 0030   |
| 14.  | Russie       | 0015   |
| 15.  | Corée du Sud | 0005   |

## Résultats

### Résultats féminins
| Date         | Épreuve                              | Vainqueur           | Deuxième            | Troisième   | Leader du Grand Prix                   |
| ------------ | ------------------------------------ | ------------------- | ------------------- | ----------- | -------------------------------------- |
| 18 août 2018 | Épreuve individuelle HS 106 / 4,5 km | Stefaniya Nadymova  | Tara Geraghty-Moats | Jenny Nowak | Stefaniya Nadymova                     |
| 19 août 2018 | Épreuve individuelle HS 106 / 4,5 km | Tara Geraghty-Moats | Stefaniya Nadymova  | Jenny Nowak | Tara Geraghty-Moats Stefaniya Nadymova |

### Résultats masculins
| Date         | Épreuve                                | Vainqueur                                   | Deuxième                                     | Troisième                                      | Leader du Grand Prix               |
| ------------ | -------------------------------------- | ------------------------------------------- | -------------------------------------------- | ---------------------------------------------- | ---------------------------------- |
| 18 août 2018 | Sprint par équipes HS 106 / 2 × 7,5 km | Autriche I- Franz-Josef Rehrl - Mario Seidl | Allemagne III- Terence Weber - Manuel Faisst | Allemagne II- Vinzenz Geiger - Johannes Rydzek | Non attribué : épreuve par équipes |
| 19 août 2018 | Épreuve individuelle HS 106 / 10 km    | Johannes Rydzek                             | Mario Seidl                                  | Eric Frenzel                                   | Johannes Rydzek                    |

| Date         | Épreuve                            | Vainqueur    | Deuxième          | Troisième   | Leader du Grand Prix        |
| ------------ | ---------------------------------- | ------------ | ----------------- | ----------- | --------------------------- |
| 22 août 2018 | Épreuve individuelle HS 98 / 10 km | Ilkka Herola | Franz-Josef Rehrl | Mario Seidl | Mario Seidl Johannes Rydzek |

| Date         | Épreuve                             | Vainqueur      | Deuxième     | Troisième    | Leader du Grand Prix |
| ------------ | ----------------------------------- | -------------- | ------------ | ------------ | -------------------- |
| 24 août 2018 | Épreuve individuelle HS 137 / 10 km | Vinzenz Geiger | Mario Seidl  | Akito Watabe | Mario Seidl          |
| 25 août 2018 | Épreuve individuelle HS 137 / 10 km | Akito Watabe   | Eric Frenzel | Ilkka Herola | Mario Seidl          |

| Date              | Épreuve                             | Vainqueur   | Deuxième        | Troisième       | Leader du Grand Prix |
| ----------------- | ----------------------------------- | ----------- | --------------- | --------------- | -------------------- |
| 22 septembre 2018 | Épreuve individuelle HS 140 / 10 km | Mario Seidl | Martin Fritz    | Maxime Laheurte | Mario Seidl          |
| 23 septembre 2018 | Épreuve individuelle HS 140 / 10 km | Mario Seidl | Espen Bjørnstad | Aguri Shimizu   | Mario Seidl          |